# نیچل نیکولز
نیچل نیکولز (انگلیسی: Nichelle Nichols؛ زادهٔ ۲۸ دسامبر ۱۹۳۲ – درگذشتهٔ ۳۰ ژوئیهٔ ۲۰۲۲) یک بازیگر سینما، و هنرپیشه اهل ایالات متحده آمریکا بود. وی از سال ۱۹۵۹ تا ۲۰۱۹ میلادی مشغول فعالیت بود.
از فیلم‌ها یا برنامه‌های تلویزیونی که وی در آن نقش داشته‌است می‌توان به پیشتازان فضا، بالاخره رسیدیم؟ اشاره کرد.

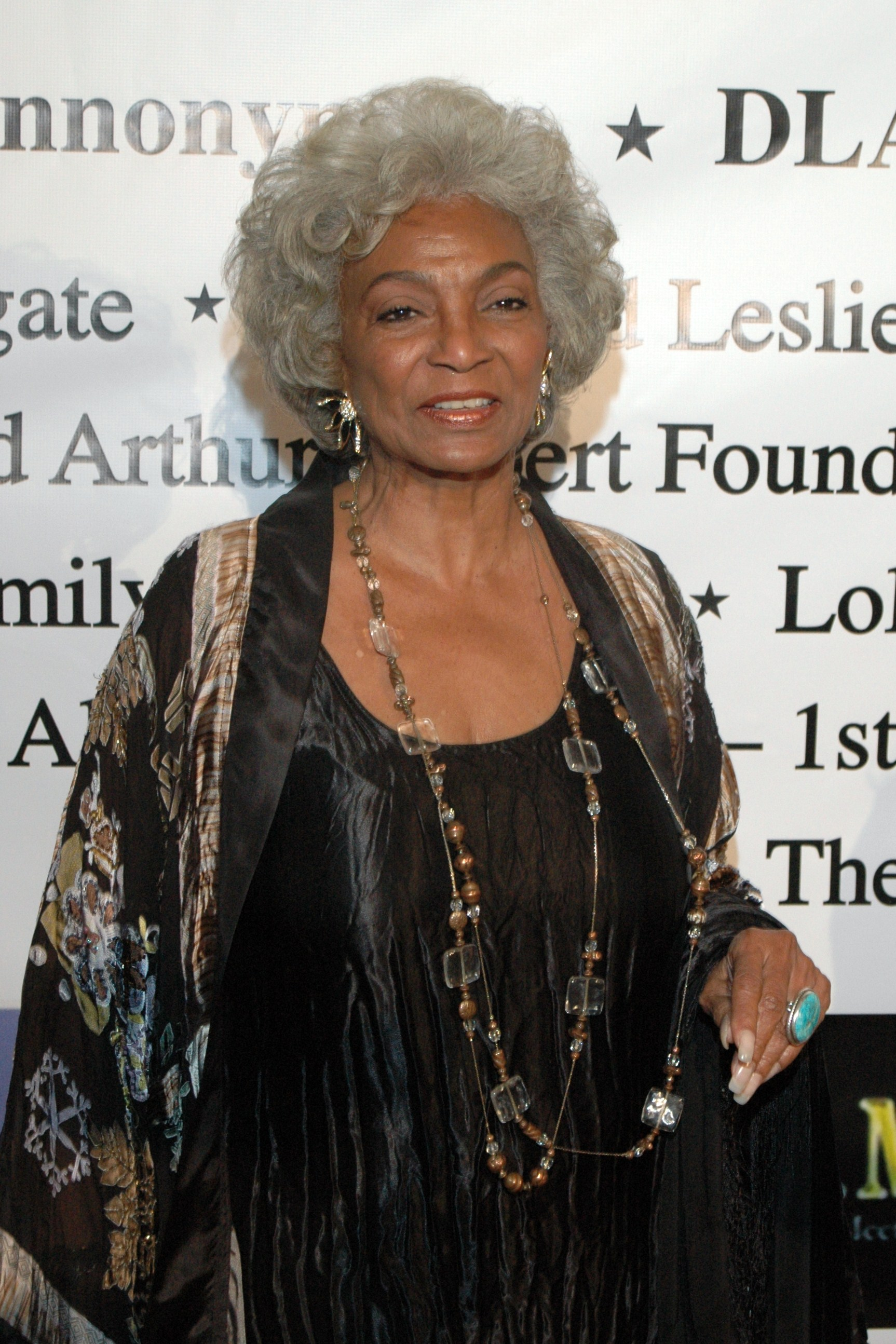
نیجل نیکولز

## مرگ
نیکولز در ۳۰ ژوئیه۲۰۲۲ در سن ۸۹ سالگی بر اثر نارسایی قلبی در سیلور سیتی، نیومکزیکو درگذشت.

## پیوند به بیرون

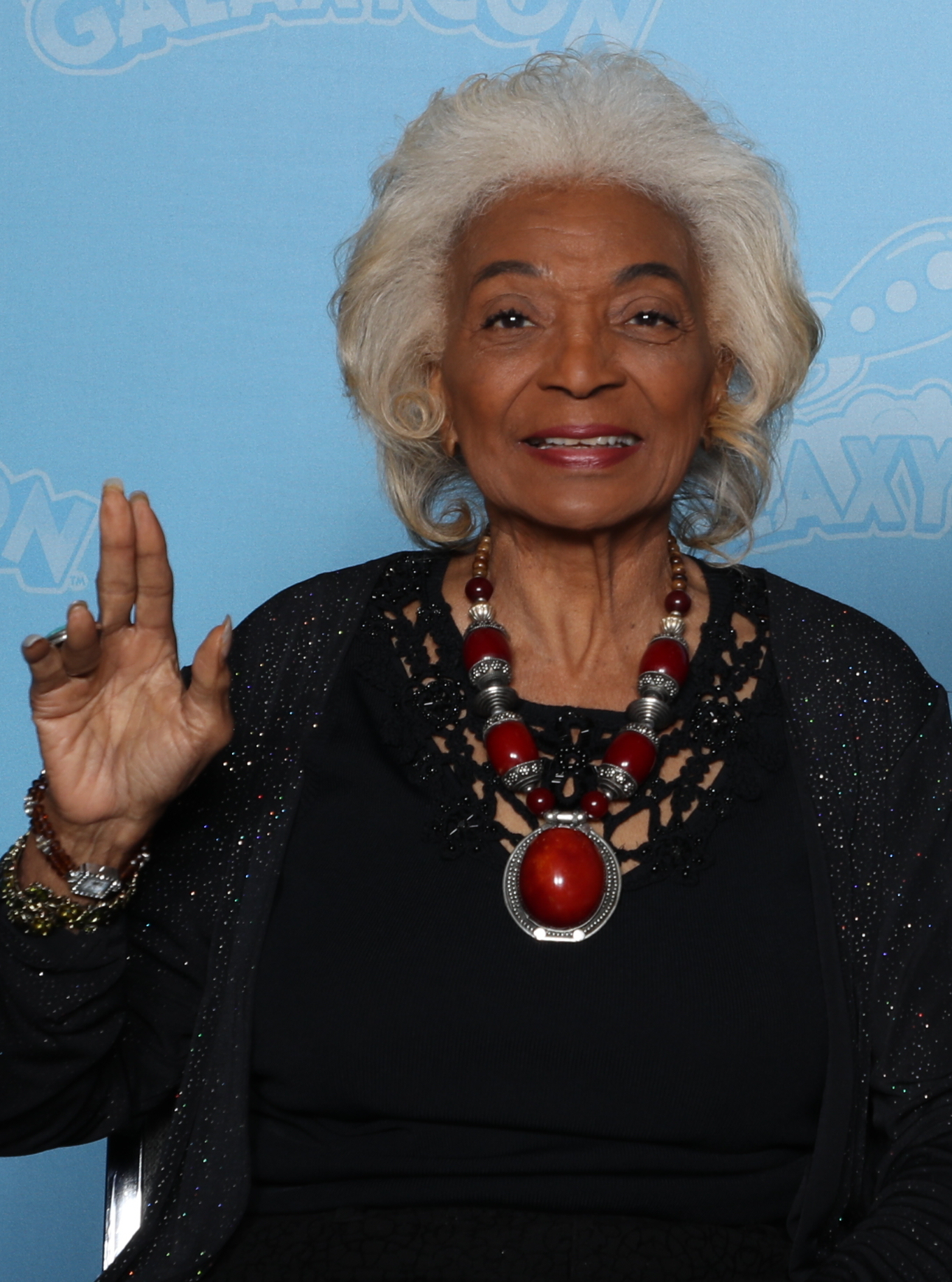
نیکولز در ۲۰۱۹